# Batalla de Vilanova
La batalla de Vila Nova se libró el 17 de septiembre de 1658 durante la guerra de Restauración portuguesa cerca del fuerte de São Luis de Gonzaga, sito al sur de Tuy en la orilla sur del río Miño. Un ejército español mandado por el gobernador de Galicia, Rodrigo Pimentel, marqués de Viana, penetró en territorio portugués y se enfrentó a otro portugués dirigido por João Rodrigues de Vasconcelos e Sousa, segundo conde de Castelo Melhor. El español resultó victorioso y en los meses que siguieron al choque se apoderó de Monção, Salvatierra de Miño y de otras plazas fuertes portuguesas.

## Antecedentes
Después de la muerte del rey Juan IV en 1656, los españoles emprendieron varias ofensivas contra territorio portugués, principalmente desde Extremadura, pero también desde Galicia, donde establecieron un segundo frente para obligar al enemigo a dividir sus fuerzas. El gobernador de Galicia, Vicente Gonzaga Doria, cruzó el Miño a la cabeza de seis mil peones y novecientos jinetes con el objetivo de impedir que el ejército portugués reforzase las guarniciones del Alentejo. Puso cerco a la ciudad de Salvatierra de Miño, conquistada por los portugueses en 1642, pero el escaso tamaño de su ejército le obligó abandonarlo. Pese a ello, ordenó que se erigiese un fortín en la cima del cerro de San Pedro de la Torre, cerca de orilla portuguesa del Miño. El fuerte, llamado de São Luis de Gonzaga, se hallaba a una legua de Valença do Minho y de Vila Nova de Cerveira. En 1657 lo asedió un ejército portugués al mando del conde de Castelo Melhor, que lo rindió al año siguiente. No obstante, los portugueses tuvieron que abandonar las operaciones previstas contra Tuy a causa de la conquista española de Olivenza y Mourão en el Alentejo.
Felipe IV de España nombró a don Rodrigo Pimentel, marqués de Viana, gobernador de Galicia en mayo de 1658, con instrucciones de recuperar Salvatierra de Miño y otras poblaciones importantes de la región. Los lugartenientes militares de Pimentel eran don Baltasar de Rojas y Pantoja, maestre de campo general, y el maestre de campo don Francisco de Castro, veterano de los combates con los portugueses. El marqués de Viana estableció su cuartel general en Tuy, donde reunió un contingente formado por cuatro mil infantes, tres mil milicianos, dos mil zapadores y setecientos jinetes. Mandaba la caballería el portugués don Bernardino de Meneses, marqués de Peñalba, conde de Tarouca y grande de Portugal, leal al rey Felipe.

## La batalla

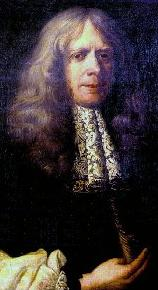
Luis de Vasconcelos e Sousa, tercer conde de Castelo Melhor, cuyo padre mandó el ejército portugués en la batalla de Vilanova.

El ejército español salió de Pontevedra el 6 de septiembre y penetró en territorio portugués el 12 de septiembre, cruzando el Miño mediante un puente de pontones. En su avance el tercio de Rojas y Pantoja asaltó y se apoderó de tres fuertes portugueses; en los combates con el enemigo los españoles tuvieron veinte muertos, entre ellos don Diego Suárez de Deza, señor de Castrelos, y dos capitanes de infantería, mientras que aquel perdió cien hombres.
El 17 de septiembre, el ejército portugués de João Rodrigues de Vasconcelos e Sousa, conde de Castelo Melhor, compuesto por cinco mil quinientos peones y quinientos jinetes, se acercó a una legua del enemigo. El conde de Peñalba partió entonces a inspeccionar el campo al frente de ocho escuadrones de caballería, que mandaban don Francisco de la Cueva, don Francisco Taboada, don Álvaro de Anaya, don Francisco Marcos de Velasco, don Antonio de Mocoso, don Andrés de Robles y don Pedro Niño. A la caballería la acompañaban ocho batallones de los tercios. El teniente de maestre de campo general don Francisco Buzo, entretanto, recibió la orden de hostigar a los portugueses con cuatrocientos mosqueteros. El avance del conde de Peñalba lo protegía por un flanco el teniente de maestre de campo general don Francisco Rojo al frente de su tercio y por el otro don Francisco de la Cueva.
El marqués de Viana dirigió el ataque principal partiendo de Vila Nova de Cerveira; el maestre de campo general encabezó una segunda acometida desde Valença do Minho, acompañado por el comisario general don Cristóbal Zorrilla, al frente de mil soldados de los tercios de don Gabriel Sarmiento de Quirós y don Luis Pérez de Vivero. Don Francisco Buzo, cuyos mosqueteros acosaban al ejército portugués, avisó al marqués de Viana de que el conde de Castelo Melhor parecía aprestarse para retirarse. Cuando la caballería del conde de Peñalba y la infantería del teniente de maestre de campo general don Pedro de Aldao trataron de impedirlo, se toparon con el enemigo atrincherado en una loma y lo acometieron hasta quebrar sus filas. La caballería portuguesa fue derrotada y seguidamente la infantería emprendió la huida. En el choque perecieron dieciocho españoles y aproximadamente otros sesenta o sesenta y tres resultaron heridos. Por su parte, el conde de Castelo Melhor perdió novecientos hombres: doscientos cincuenta muertos, trescientos ochenta heridos y doscientos sesenta prisioneros, de los que veintiocho eran oficiales y entre los que se encontraba el conde de Vimieiro.

## Consecuencias
Al día siguiente del combate, el ejército español se apoderó de la torre de Nogueira y de otras cuatro atalayas, así como de algunos pueblos pequeños. El conde de Castelo Melhor se refugió en Covas de Ponte de Lima perseguido por la caballería enemiga, que saqueó los alrededores antes de retirarse y unirse al grueso del ejército. Tan pronto como reorganizó su ejército, el marqués de Viana sitió la fortaleza de Lapela el 30 de septiembre. La plaza cayó el 6 octubre y los ciento cincuenta soldados de la guarnición fueron enviados presos a Galicia. Luego se cercó Monção, del que se adueñaron los españoles el 7 de enero de 1659 tras un largo y costoso asedio en el que los dos bandos pasaron grandes penalidades. El conde de Castelo Melhor enfermó y murió durante el invierno y no pudo impedir la caída de la ciudad. El objetivo principal de la campaña española, la recuperación de Salvatierra de Miño, se alcanzó el 17 de febrero.